# Schloss Dyck

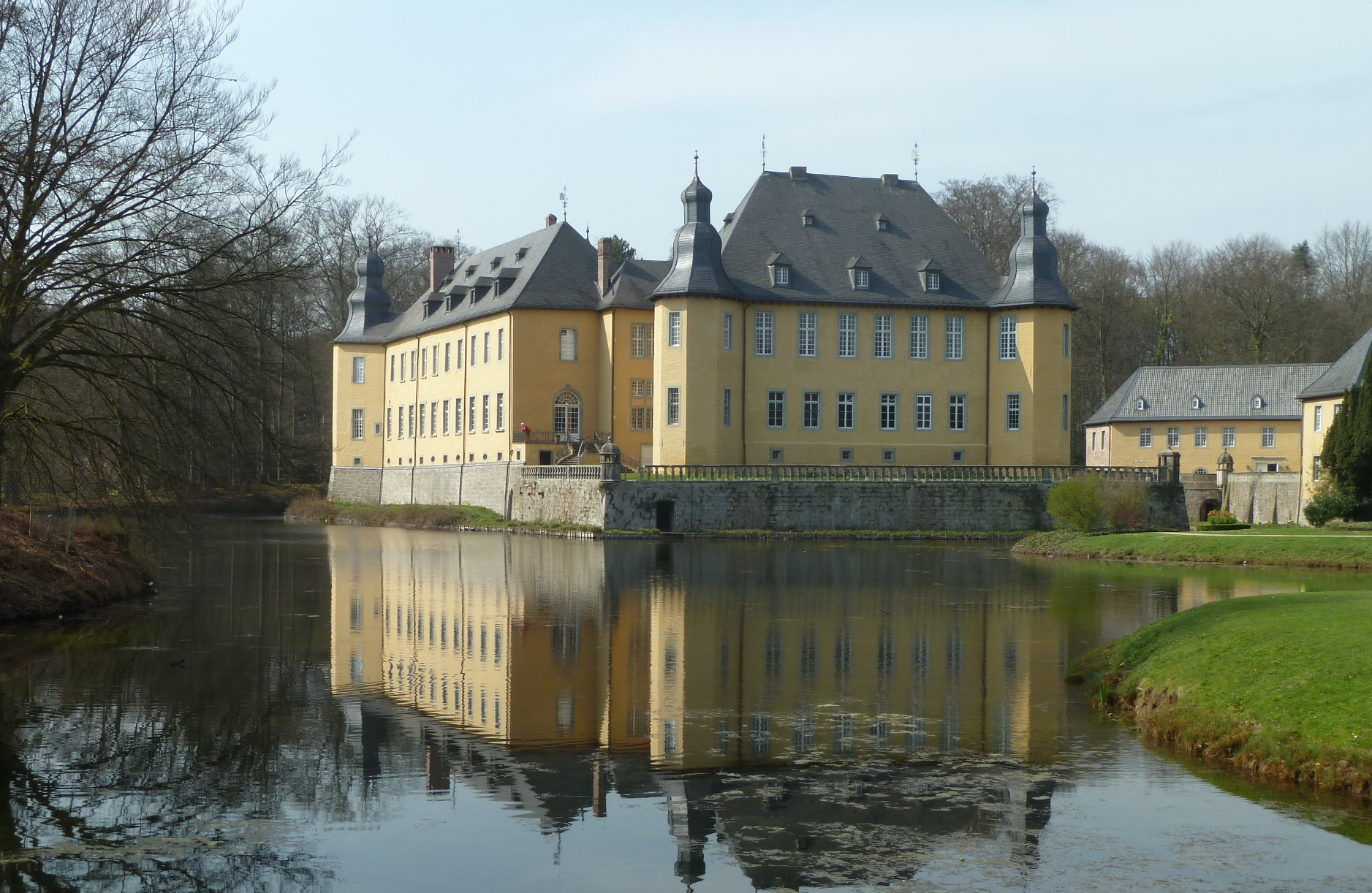
Schloss Dyck (aktuelle Ansicht)

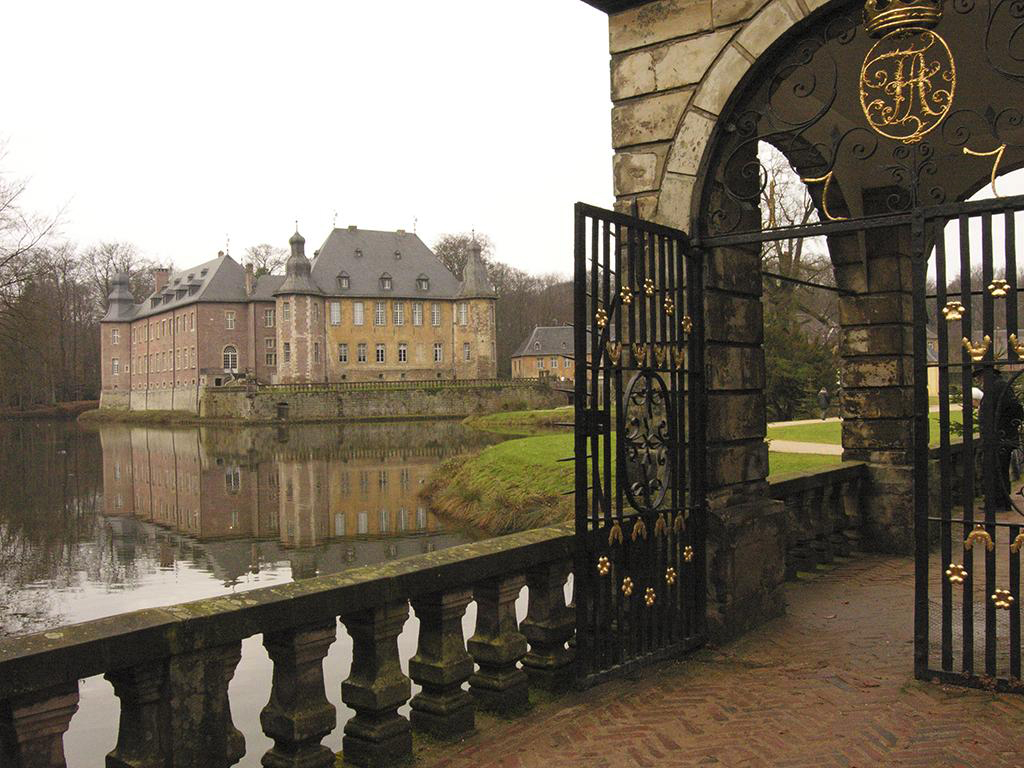
Schloss Dyck (Ansicht vor der Restaurierung von der Barockbrücke)

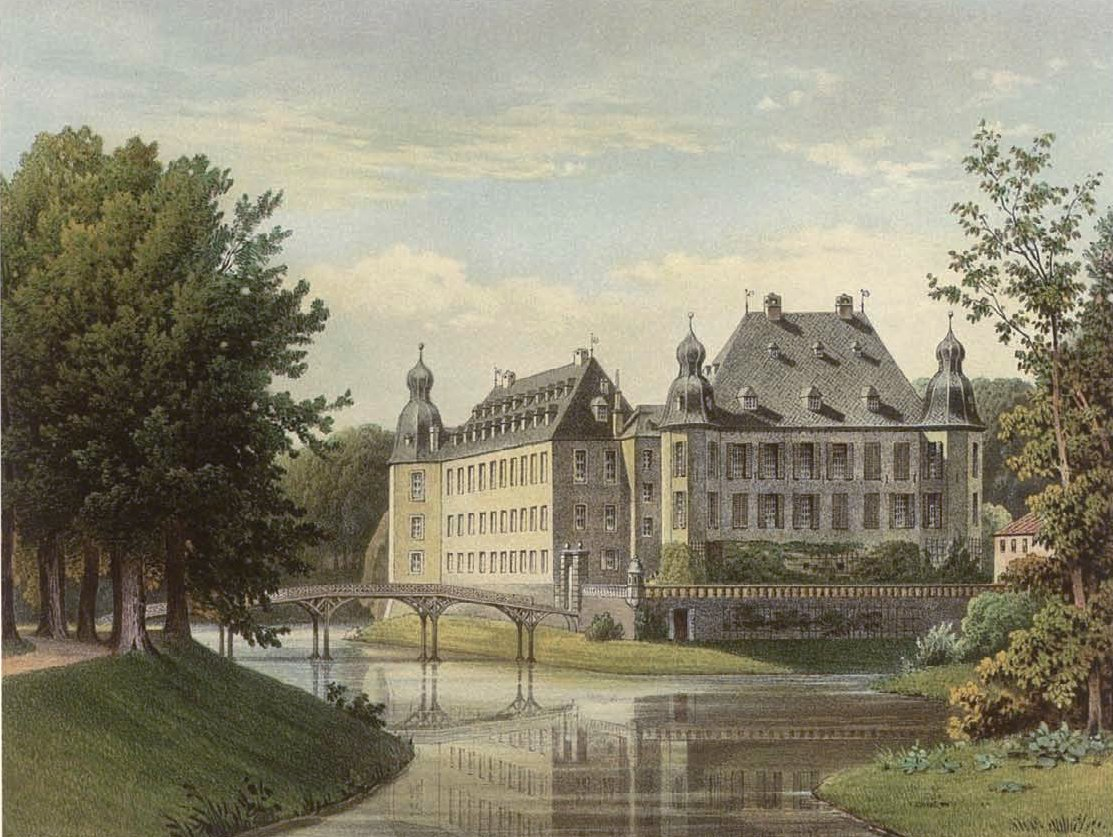
Alte Ansicht

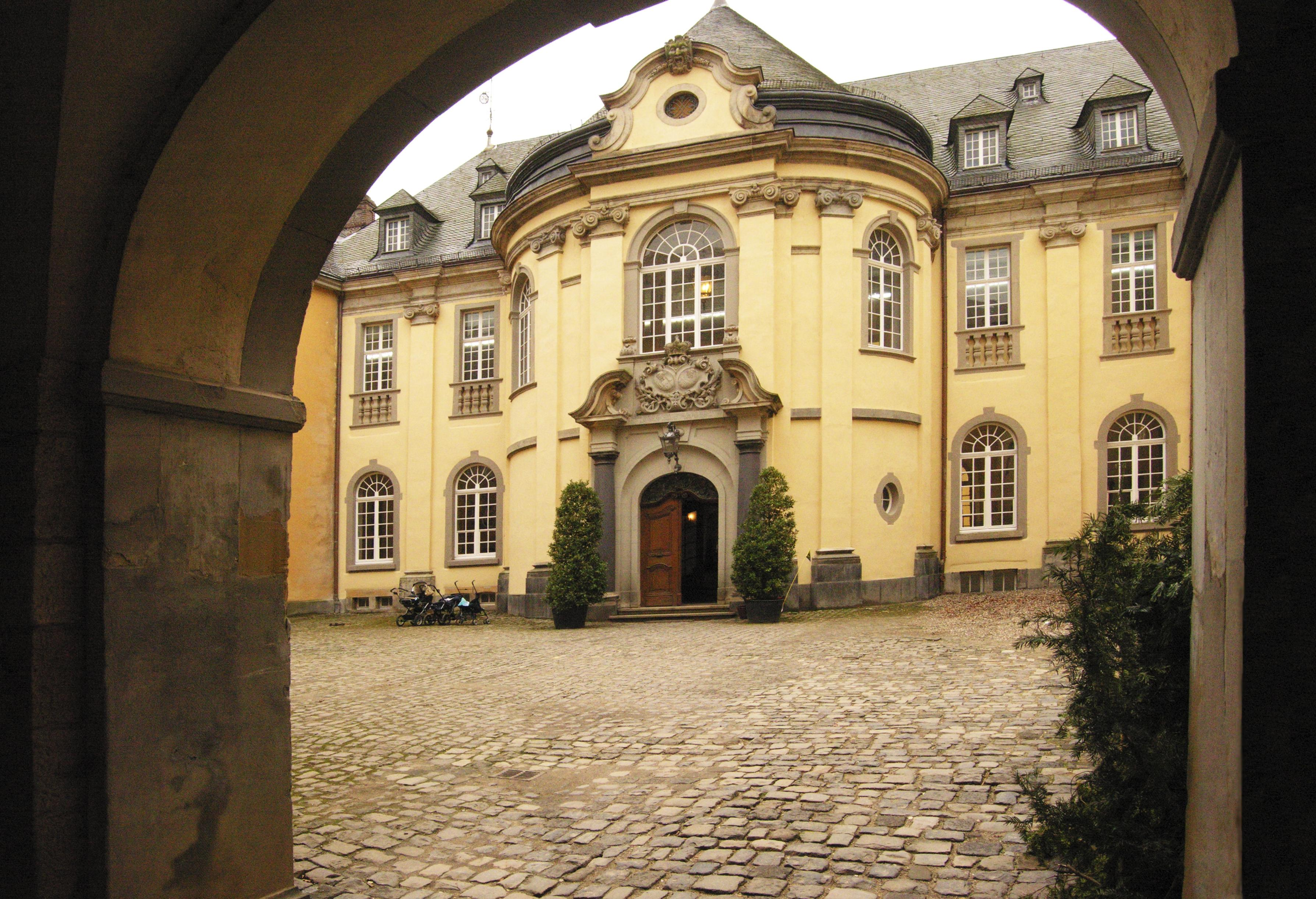
Schloss Dyck, Innenhof der Hochburg

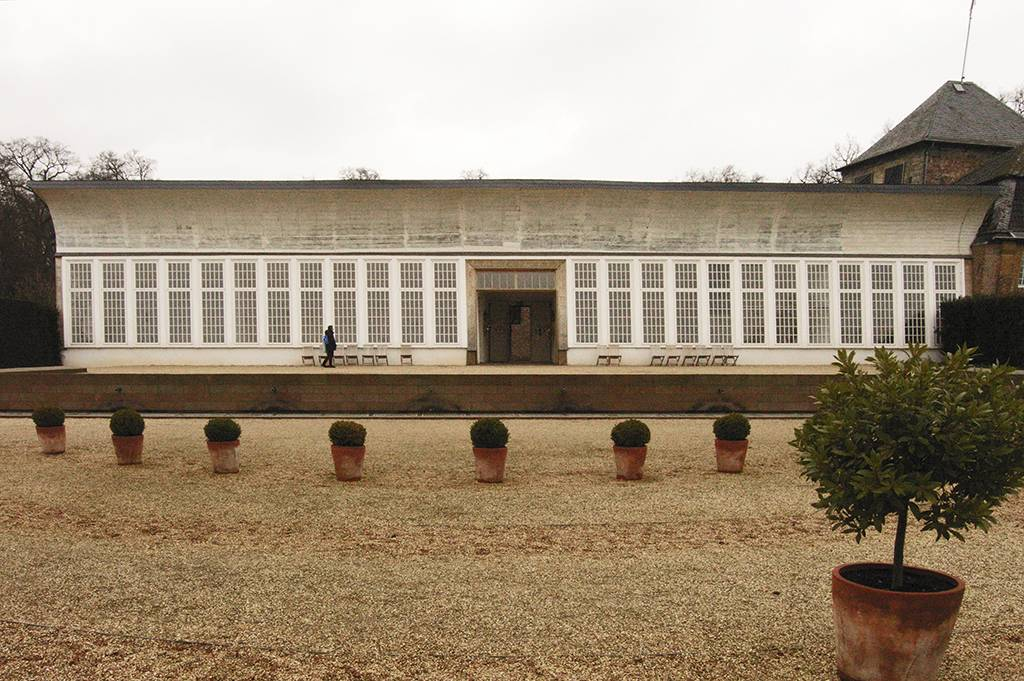
Schloss Dyck, Orangerie

Schloss Dyck ist eines der kulturhistorisch bedeutendsten Wasserschlösser des Rheinlandes. Es bildet den eigenen, gleichnamigen Jüchener Ortsteil im Rhein-Kreis Neuss. Ab dem 11. Jahrhundert war es Verwaltungs- und Amtssitz der Reichsherrschaft Dyck und ist Stammhaus der Altgrafen und Fürsten zu Salm-Reifferscheid, Linie Dyck. Eine europaweite Besonderheit ist der über 200 Jahre alte Schlosspark und englische Landschaftsgarten mit wertvollen Baumarten.

## Schlossanlage, Nutzung und Lage
Anlage
Die Anlage besteht aus einer Hochburg und zwei Vorburgen, die von einem Wassergraben umgeben sind. Das Schloss verfügt über ein dreifaches Grabensystem. Über dieses und eine äußere sowie eine innere Vorburg gelangt man zum Herrenhaus aus den Jahren 1636 bis 1663. Das vierflügelige, von Ecktürmen begrenzte Schloss umgibt einen fast quadratischen Innenhof. Das Schloss war mit altem, erlesenem Mobiliar ausgestattet und verfügte über eine ansehnliche Jagdwaffensammlung (1991 versteigert). Die Gebäude gehen im Wesentlichen auf den Stand nach den Zerstörungen im Dreißigjährigen Krieg zurück.
Einrichtungen und heutige Nutzung
Das Schloss bzw. der Park, die ganzjährig geöffnet sind, beherbergen ein kleines Hotel, eine Gastronomie, ein Standesamt, Spielplätze, einen Obst- und Pflanzenverkauf, eine Manufaktur und einen Landladen.
Lage
Schloss Dyck (zur Aussprache siehe Rheinische Ortsnamen) liegt nordwestlich von Aldenhoven in Bedburdyck, einem Teil der Stadt Jüchen im Rhein-Kreis Neuss, zwischen Grevenbroich und Mönchengladbach. Nicht weit entfernt befindet sich das zum Schloss gehörende Nikolauskloster.

## Geschichte
Unter den Herren von Dyck

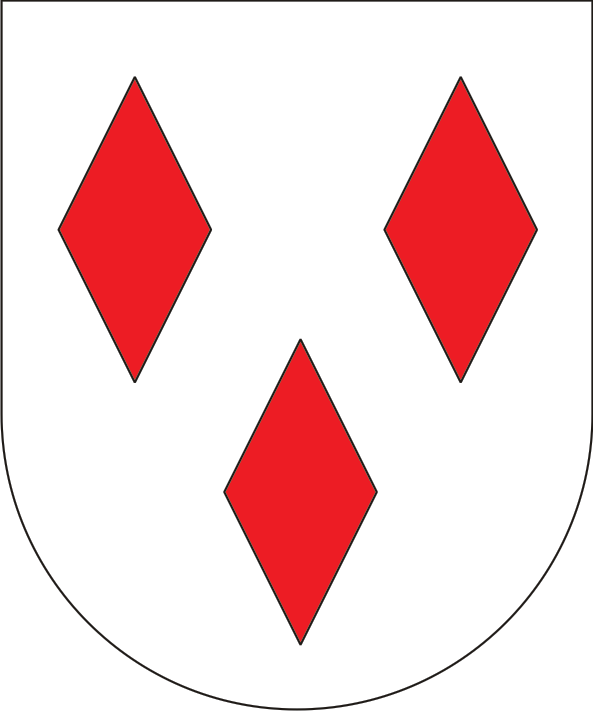
Stammwappen der Herren von Dyck, heute Teil des Wappens von Salm-Reifferscheidt

Mit der Geschichte von Schloss Dyck eng verbunden ist die Geschichte der Reichsherrschaft Dyck. An der Stelle des heutigen Schloss Dyck befand sich nach Paul Clemen in römischer Zeit ein „ausgedehntes Gehöft“. Aus dem Jahre 1094 findet man erste urkundliche Hinweise auf diese Befestigungsanlage. „Hermannus de Dicco“ war danach Besitzer der Burg. In einer Urkunde von 1290 entlässt der „Graf Adolf von Berg“ die von „Johann von Benrode“ an „Rudolf von der Dyck“ verkauften Güter im Kirchspiel Hemmerden, aus dem Lehensverband. 1383 belagerten die Verbündeten des Landfriedensbündnisses Maas-Rhein mit den Truppen der Städte Köln und Aachen, von Friedrich III. von Saarwerden und Herzog Wilhelm von Jülich und Geldern die Burg. Sie warfen Gerhard von Dyck Raubrittertum vor. Die Burg wurde eingenommen und Gerhard von Dyck gezwungen, die damalige Hochburg zu zerstören. Zehn Jahre später war sie wieder errichtet.
Unter Salm-Reifferscheid, als Herren von Dyck
Nach dem Tode Gerhard von Dycks im Jahre 1394 endete die männliche Linie derer von Dyck und Johann V. von Reifferscheidt (dann Reifferscheidt-Dyck) erbte Burg und Herrschaft Dyck. Johann VI. erbte die Grafschaft Alt- und Niedersalm und erhielt das mit dem Besitz von Schloss Alfter verbundene Hofamt eines Erbmarschalls von Kurköln. Er begründete die Linie Salm-Reifferscheidt-Dyck.
Ernst Salentin von Salm-Reifferscheidt-Dyck, kurkölnischer Oberst ab 1645, veranlasste den schlossartigen Ausbau (Pläne von 1658). Im 18. Jahrhundert folgten barocke Ausbauten und Erweiterungen, aus dieser Zeit sind in einigen Räumen noch Wand- und Deckenmalereien sowie Stuck erhalten. 1897 erfolgte eine Umgestaltung des Südflügels, bei der auf der Hofseite ein repräsentatives Treppenhaus angebaut wurde.
Wohnsitz der Familie Salm-Reifferscheid
Bewohnt war das Schloss bis 1930, danach verlegte die fürstliche Familie bis 1961 ihren Wohnsitz in das Schloss Alfter bei Bonn. Nach 1930 wohnte die spanische Königsfamilie längere Zeit auf Schloss Dyck. 1939 wurde das Schloss von der Wehrmacht beschlagnahmt. Der Südflügel wurde 1945 durch eine Bombe erheblich beschädigt. Nach dem Zweiten Weltkrieg wurde die Anlage insbesondere im Jahre 1961 restauriert. Bei dieser Gelegenheit wurde in einem der Räume eine chinesische Seidentapete aufgebracht, die aus dem 18. Jahrhundert stammt und Alltagsszenen chinesischer Handwerker und Bauern zeigt. 1950 musste der Grundbesitz auf die 6 Töchter von Fürst Franz aufgeteilt werden, weil laut Gesetz jedem Grundbesitzer nur 100 Hektar zugestanden haben.
Ab 1961 war Schloss Dyck wieder Wohnsitz der Familie Salm-Reifferscheid. Cecilie Altgräfin und Fürstin von Salm-Reifferscheid-Krautheim und Dyck (geb. Prinzessin zu Salm-Salm), Wild- und Rheingräfin (1911–1991), Witwe von Fürst Franz Joseph wohnte bis zu ihrem Tod 1991 auf Schloss Dyck. Heute besitzt die Familie noch eine Wohnung im Schloss.
1992 wurde die mehr als 10.000 Werke umfassende wertvolle Schlossbibliothek versteigert, ebenso die berühmte Waffensammlung. Von 1995 bis 2000 war Schloss Dyck als „Schloss Friedenau“ Außendrehort der Seifenoper Verbotene Liebe.
Stiftung Schloss Dyck als Zentrum für Gartenkunst und Landschaftskultur
1999 brachte die Erbin Marie Christine Wolff Metternich das Schloss und die Gartenanlage in die Stiftung Schloss Dyck als Zentrum für Gartenkunst und Landschaftskultur ein. Diese geriet später in finanzielle Schwierigkeiten. Das Land Nordrhein-Westfalen und der Energiekonzern RWE leisteten Zustiftungen. Insgesamt soll sich die Stiftung mit Hilfe der getätigten Finanzierungen langfristig selber tragen und den Erhalt des Schlosses sichern. Wichtige Schritte auf dem Weg dorthin waren: die Entwicklung neuer Gärten seit der Landesgartenschau 2002, 2003 die Fertigstellung der Ausstellungsbereiche, 2005 die Gründung eines internationalen Instituts für Gartenkunst und Landschaftskultur und 2006 die Erweiterung des European Garden Heritage Network (Europäisches Gartennetzwerk).

## Englischer Landschaftsgarten und Schlosspark

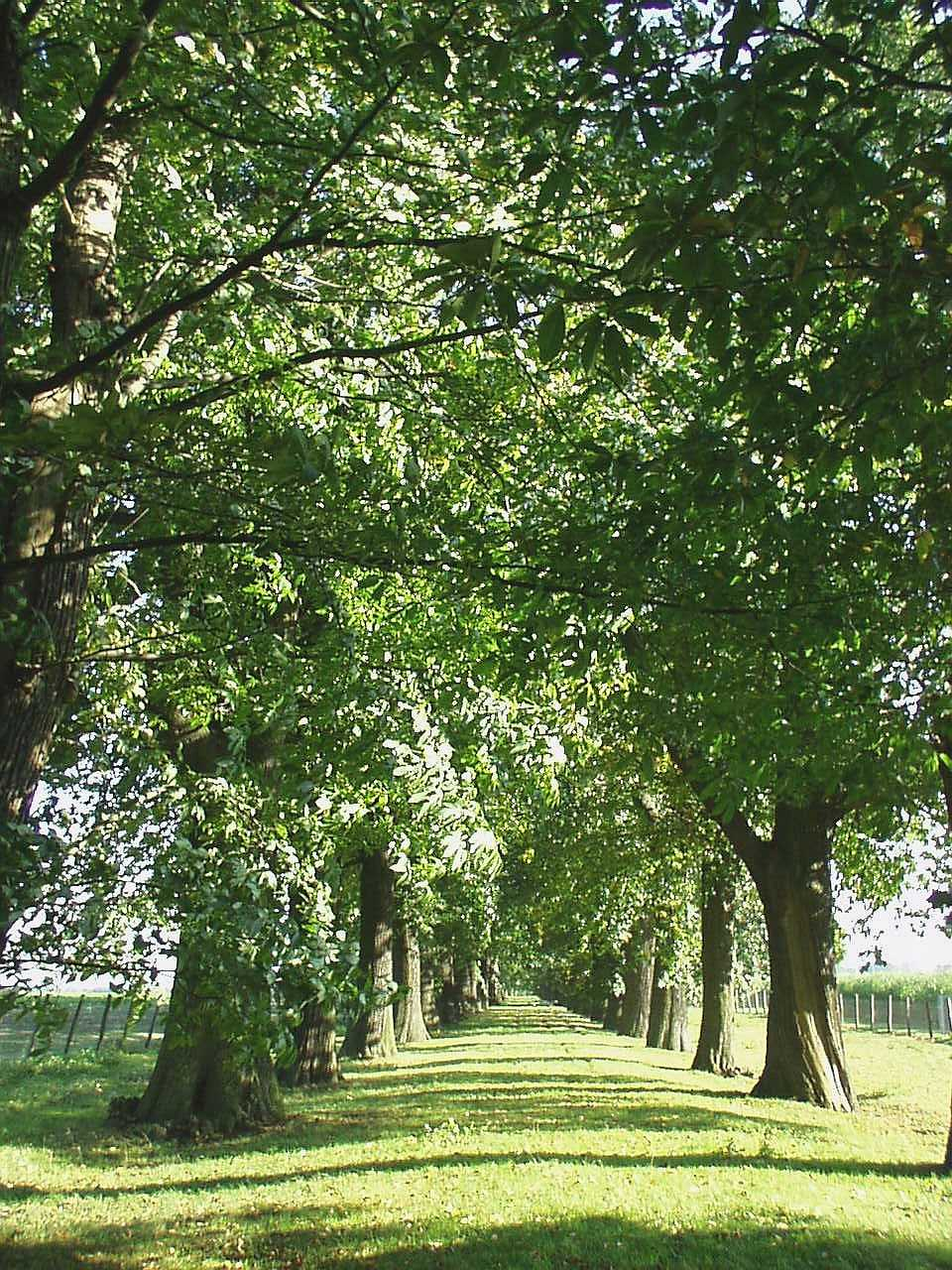
Esskastanien-Allee (1811), ehem. Zufahrt zum Schloss Dyck, westl. Abgrenzung des Landesgartenschaugeländes

Die Parkanlage wurde ab 1794 unter Fürst Joseph zu Salm-Reifferscheidt-Dyck (1773–1861) im Stile eines englischen Landschaftsgartens gestaltet (Gartenarchitekten: vornehmlich Thomas Blaikie, aber auch Maximilian Friedrich Weyhe und Peter Joseph Lenné); der Barockgarten aus dem 18. Jahrhundert wurde damit aufgegeben. Im Park wurden über 150 seltene Bäume angepflanzt, darunter z. B. ein japanischer Ginko und eine Sumpfzypresse aus Nordamerika. Der Fürst selbst war Privatgelehrter und Verfasser botanischer Werke, insbesondere des „Hortus Dyckensis“, einer Dokumentation aller im Park und in den Gärten der Anlage gezogenen Pflanzen. Auch die Schlossbibliothek Dyck, die vor allem Werke der Botanik enthält, wurde von ihm gegründet. Die Deutsche Stiftung Denkmalschutz würdigt den Park auf Grund der „bemerkenswert vielen wertvollen Gehölzen und Pflanzenraritäten“.
Landesgartenschau 2002
2002 war Schloss Dyck das Zentrum der dezentralen Landesgartenschau Nordrhein-Westfalens, der Schau der Europäischen Gartenregion EUROGA 2002plus. Ziel war es, auf der 24 Hektar großen, ehemaligen Ackerfläche einen integrierenden Park entstehen zu lassen, der sich innovativ und respektvoll mit den vorhandenen Strukturen auseinandersetzt und explizit Bezug nimmt zur früheren Nutzung. Für die Veranstaltung wurden sowohl im historischen Park als auch im Dycker Feld „Neue Gärten“ diverse Themengärten angelegt. Rechtwinklige Flächen aus Schilf, Miscanthus, dazwischenliegende große Rasenflächen sowie strahlenförmige, anthrazitfarbenen Wege prägen den Raum und bilden zentrale Sichtachsen und Verbindungen. Bezugspunkt der Anlage ist eine historische Allee aus Esskastanien. Zu Ehren von Hanns Dieter Hüsch wurde ein niederrheinischer Landschaftsgarten angelegt und nach diesem benannt. 2003 wurde das Dycker Feld mit dem Deutschen Landschaftsarchitektur-Preis ausgezeichnet.
Auf Schloss Dyck entstand der Plan, die hervorragend restrukturierten Gärten der Landesgartenschau EUROGA 2002plus auch weiterhin zusammenzufassen und zu präsentieren. Er wurde 2004 realisiert. Seitdem ist Schloss Dyck Gründungsmitglied und Sitz des Trägervereins der Straße der Gartenkunst zwischen Rhein und Maas.
Im Zuge des Bambusjahrs 2005 wurde unter anderem ein moderner Bambusgarten gestaltet.

## Kunst und Veranstaltungen

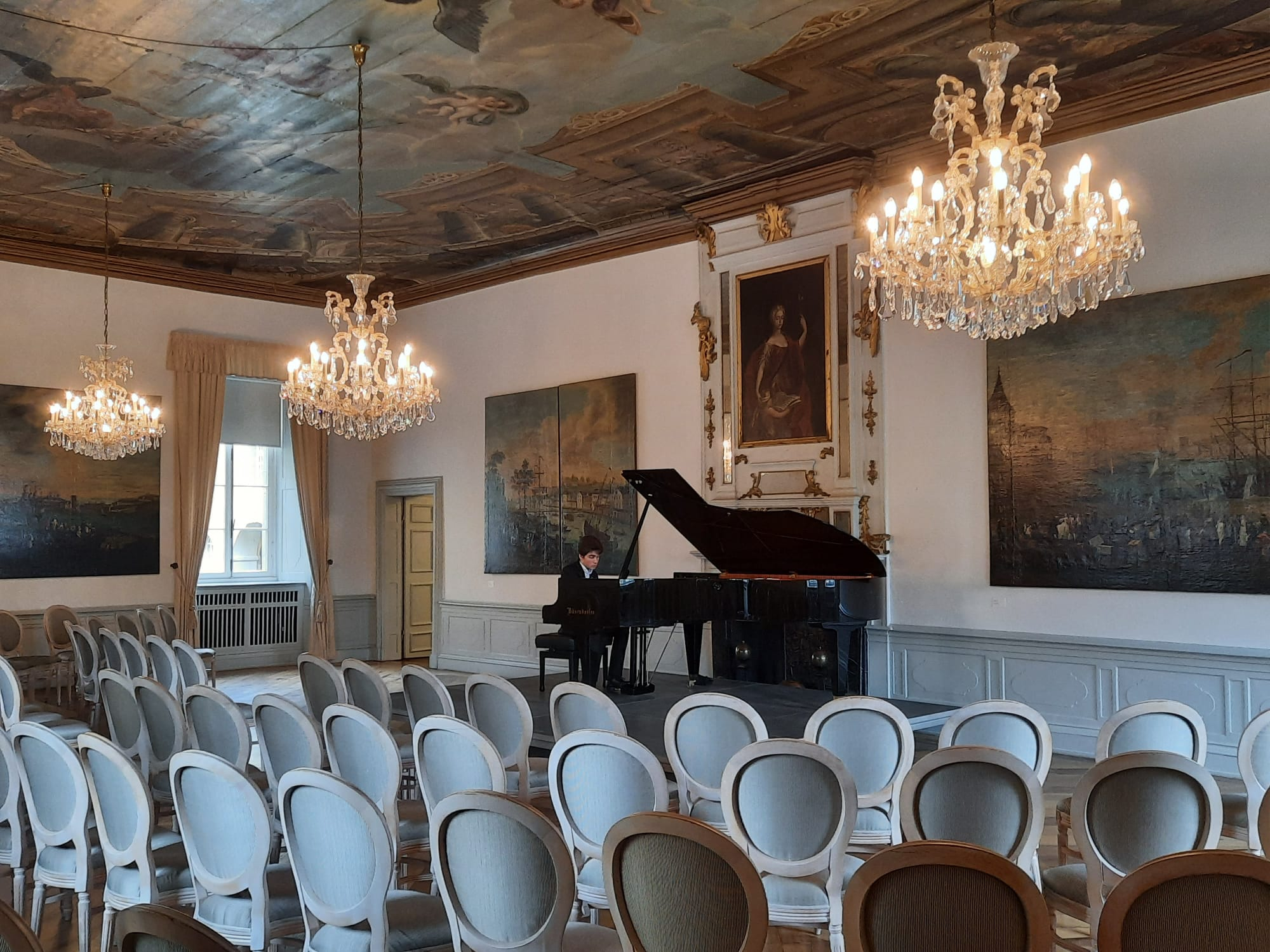
Historischer Festsaal des Hochschlosses mit Flügel

Aus Anlass der Landesgartenschau wurde das Gelände erweitert und um moderne Bestandteile ergänzt. Unter anderem wurde eine Skulptur von Ulrich Rückriem auf dem Erweiterungsgelände errichtet. Seit Herbst 2003 ist das barocke Wasserschloss Dyck Schauplatz einer Ausstellung zeitgenössischer Kunst: Zehn international renommierte Künstler unterschiedlicher Generationen haben für die Räume im Hochschloss, für den Treppenaufgang und den Innenhof Rauminstallationen entwickelt, die das Schloss in seiner historischen Anmutung und seiner von einem Landschaftspark geprägten Lage jeweils unterschiedlich interpretieren.
Gleichzeitig werden von der Bildhauerin Beate Schroedl zwei Skulpturen aus rostfreiem Stahl im historischen Park gezeigt. Sie nehmen Bezug auf das „Bambusjahr 2005“ und auf eine Sonderausstellung dieser Künstlerin aus Wuppertal.
Veranstaltungen
Auf und um Schloss Dyck finden fast ganzjährig zahlreiche Veranstaltungen statt. Seit 2004 gibt es im historischen Festsaal des Hochschlosses oder Open Air im Schlosshof die Dycker Schlosskonzerte mit sechs bis acht Veranstaltungen pro Jahr und einem breitgefächerten Programm aus u. a. Jazz, Ensemble- und Kammermusik, Chormusik, Operngalas und Klavierkonzerten. Immer wieder konzertieren in diesem Rahmen auch begabte Nachwuchskünstler.
Ein weiteres Beispiel ist die jährlich stattfindende „Illumina“, bei der Schloss und Park durch Lichtspiele und stimmungsvolle Musik in Szene gesetzt werden.

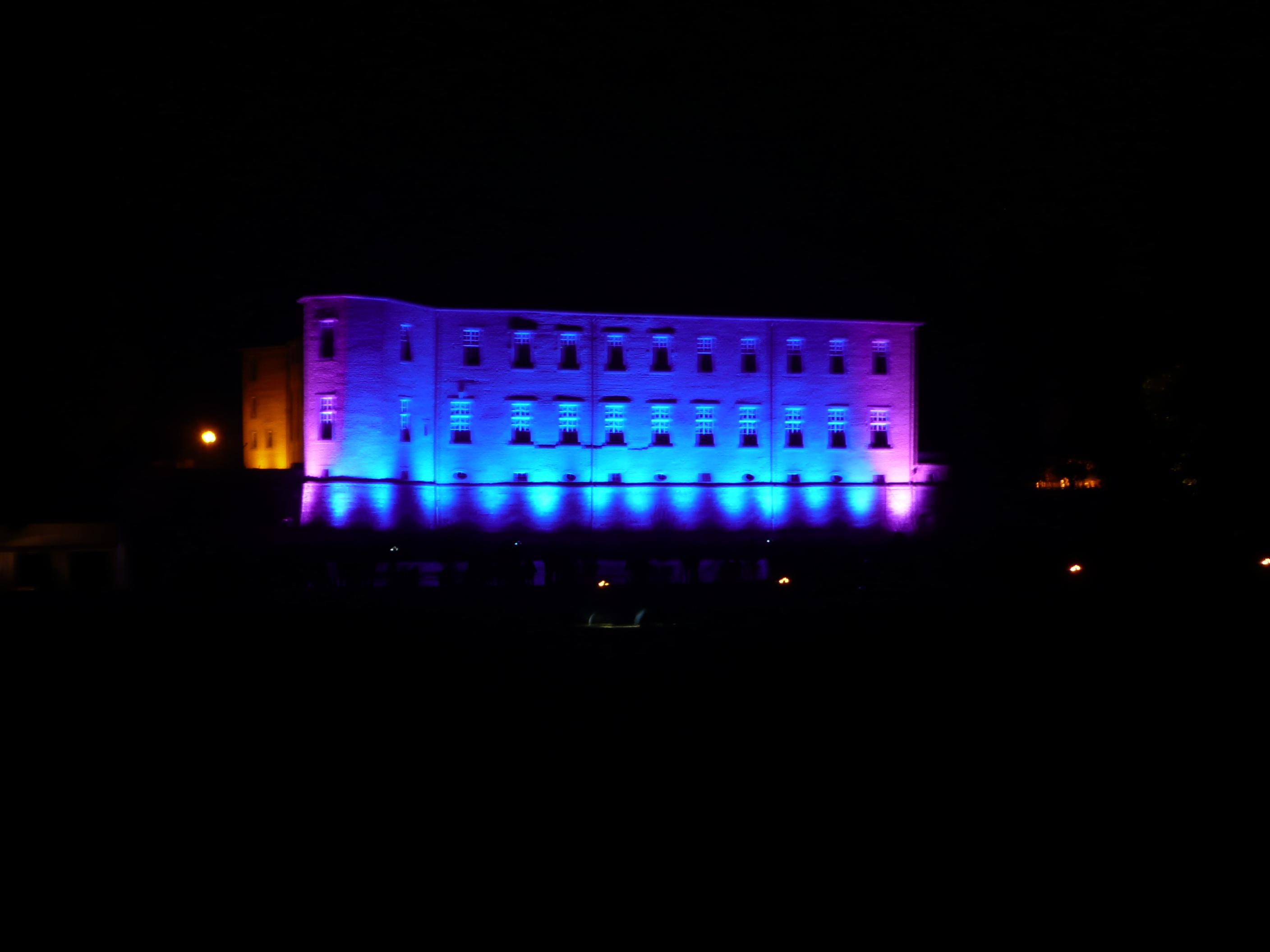
Das Schloss Dyck als Projektionsfläche bei der Illumina 2010
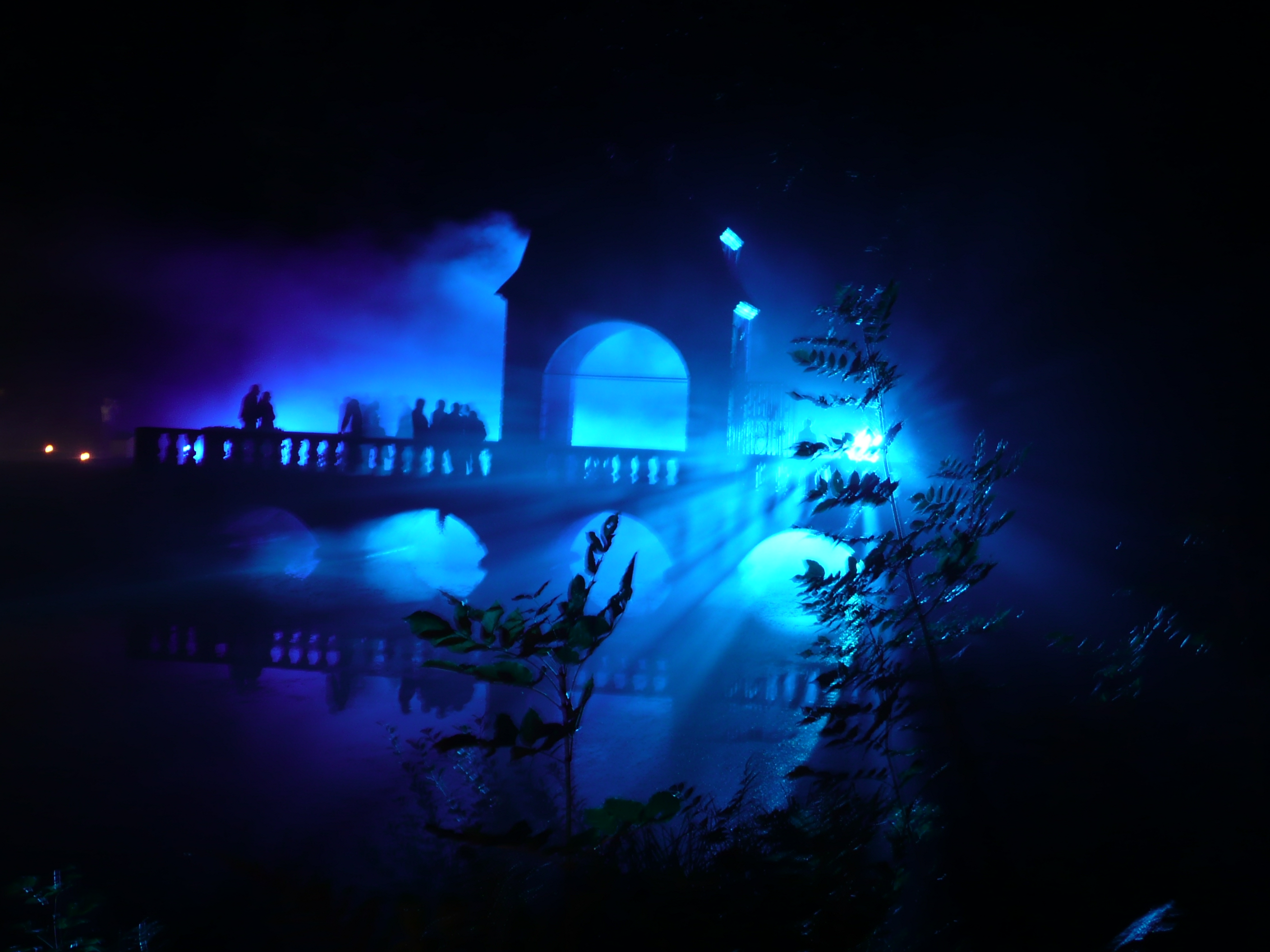
Die Schlossbrücke bei der Illumina 2010
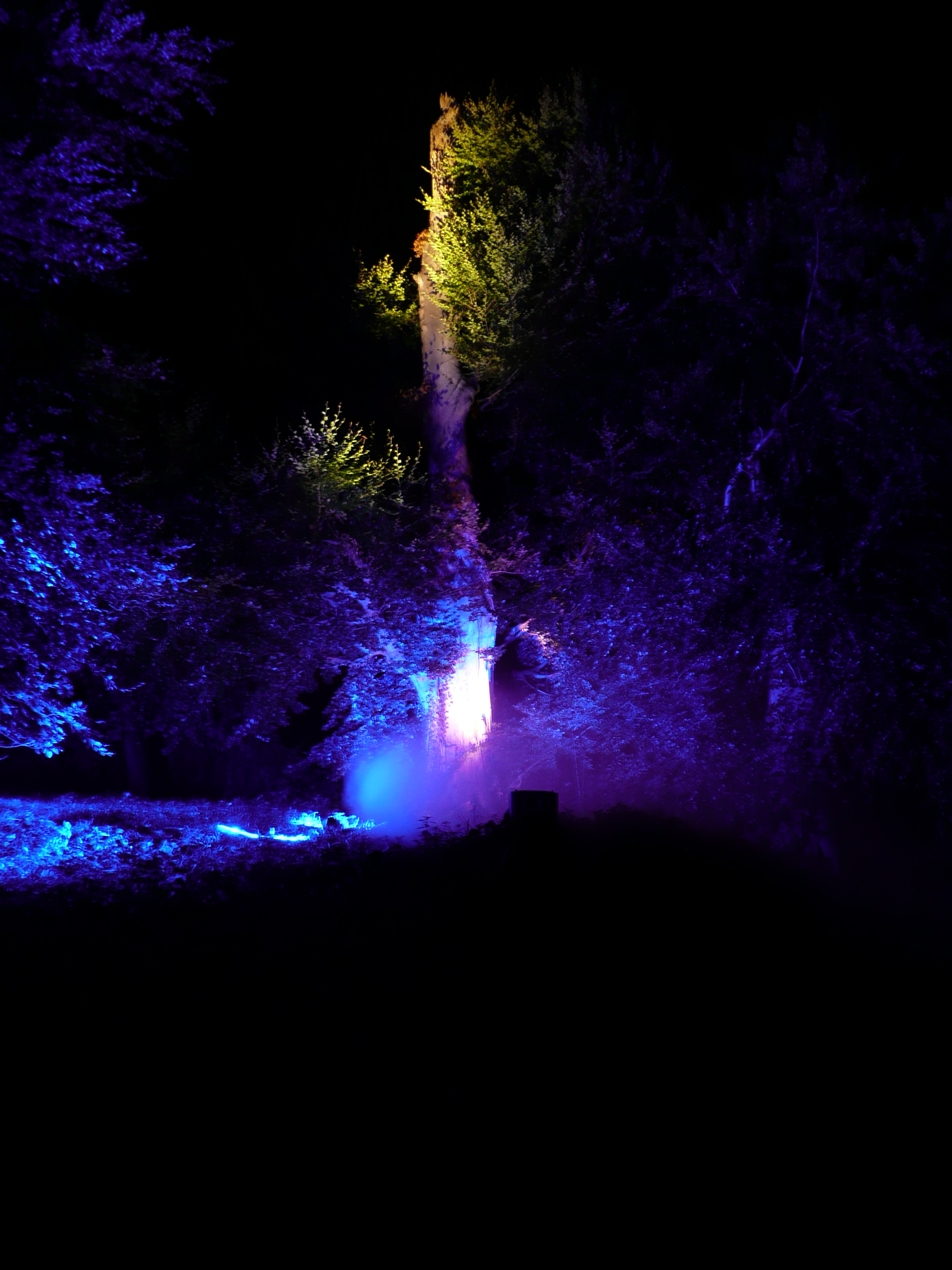
Ein Baum im Schlosspark bei der Illumina 2010

Classic Days Schloss Dyck

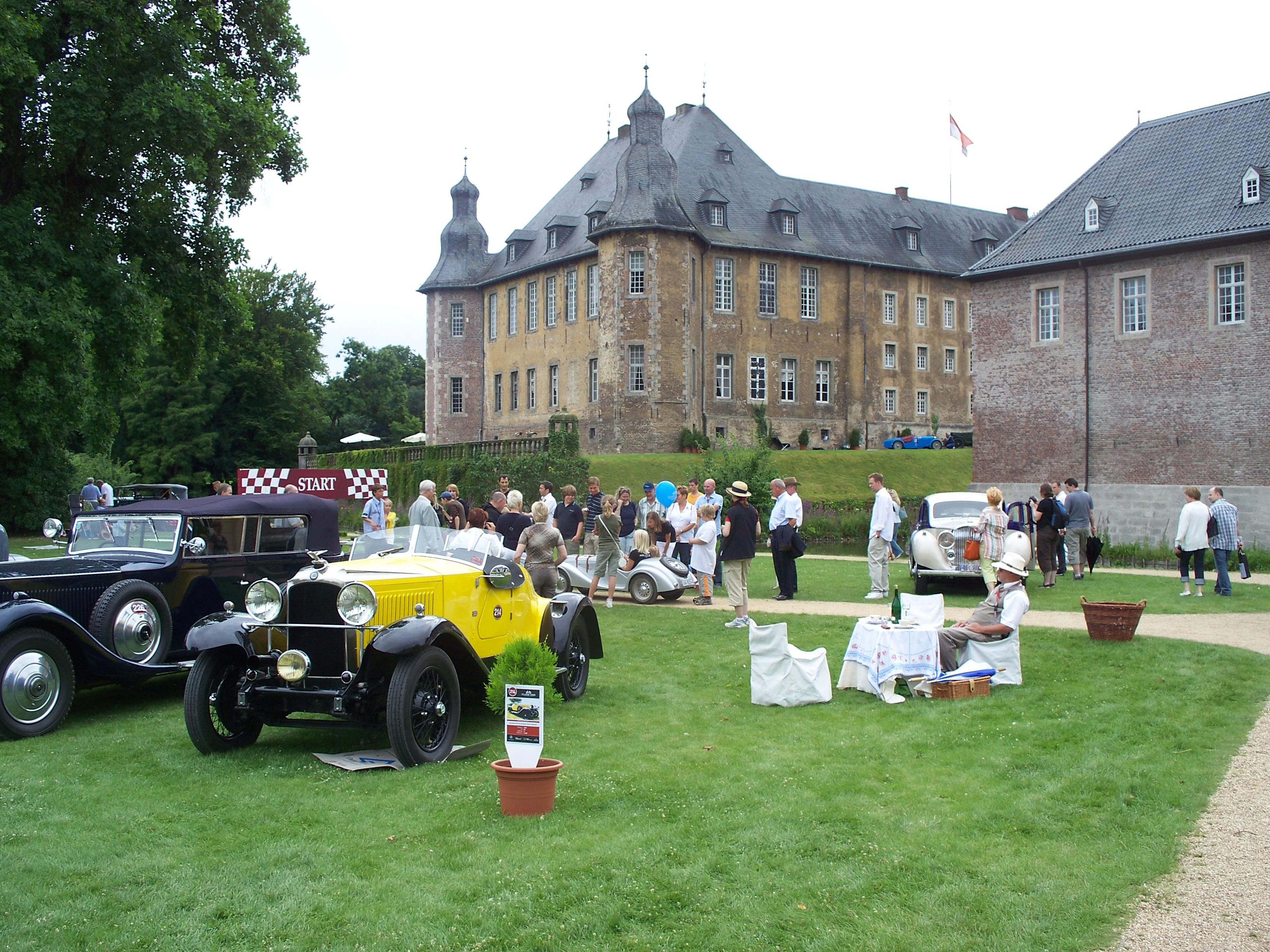
Jewels in the Park
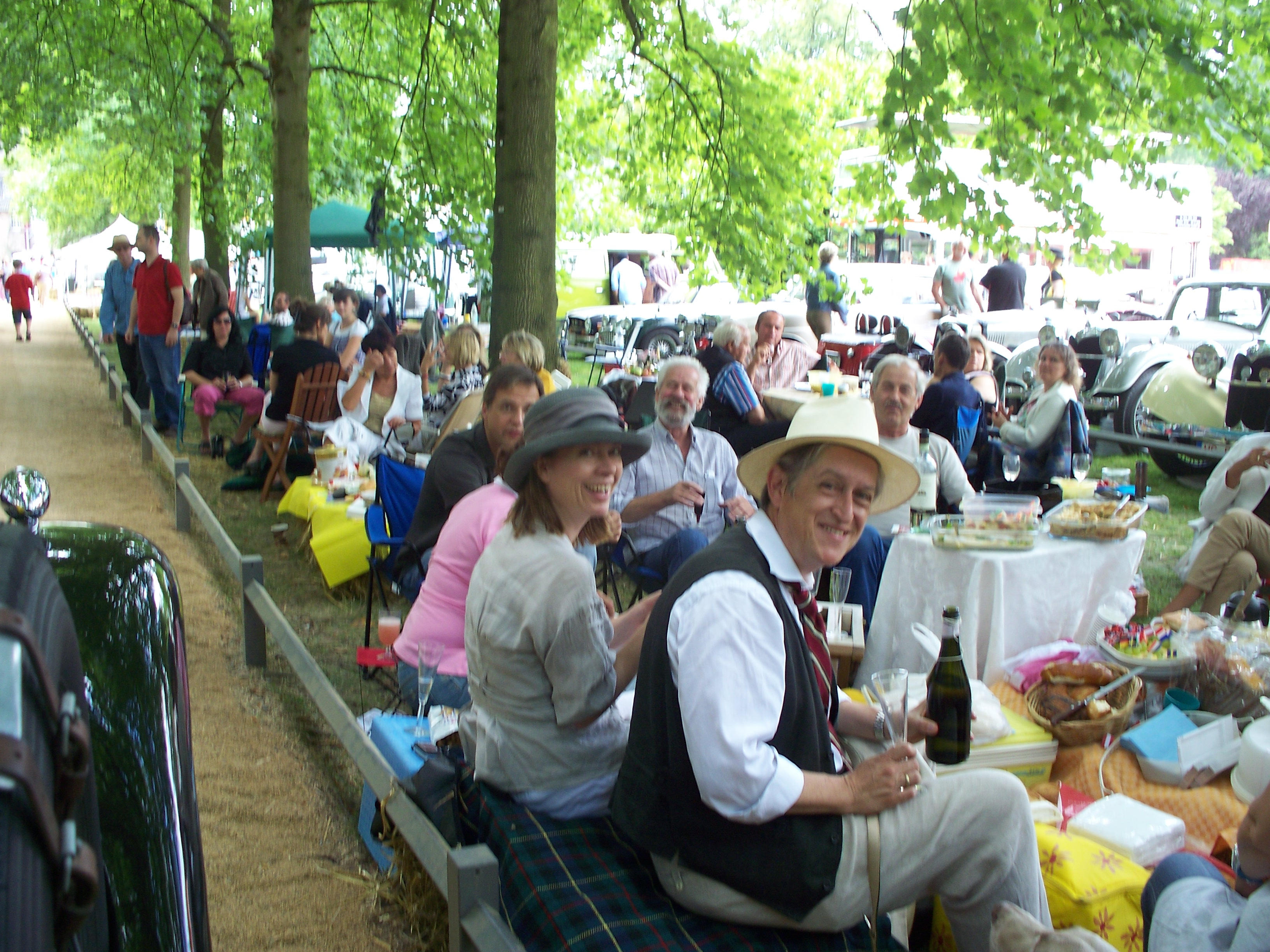
Besucher Pick-Nick
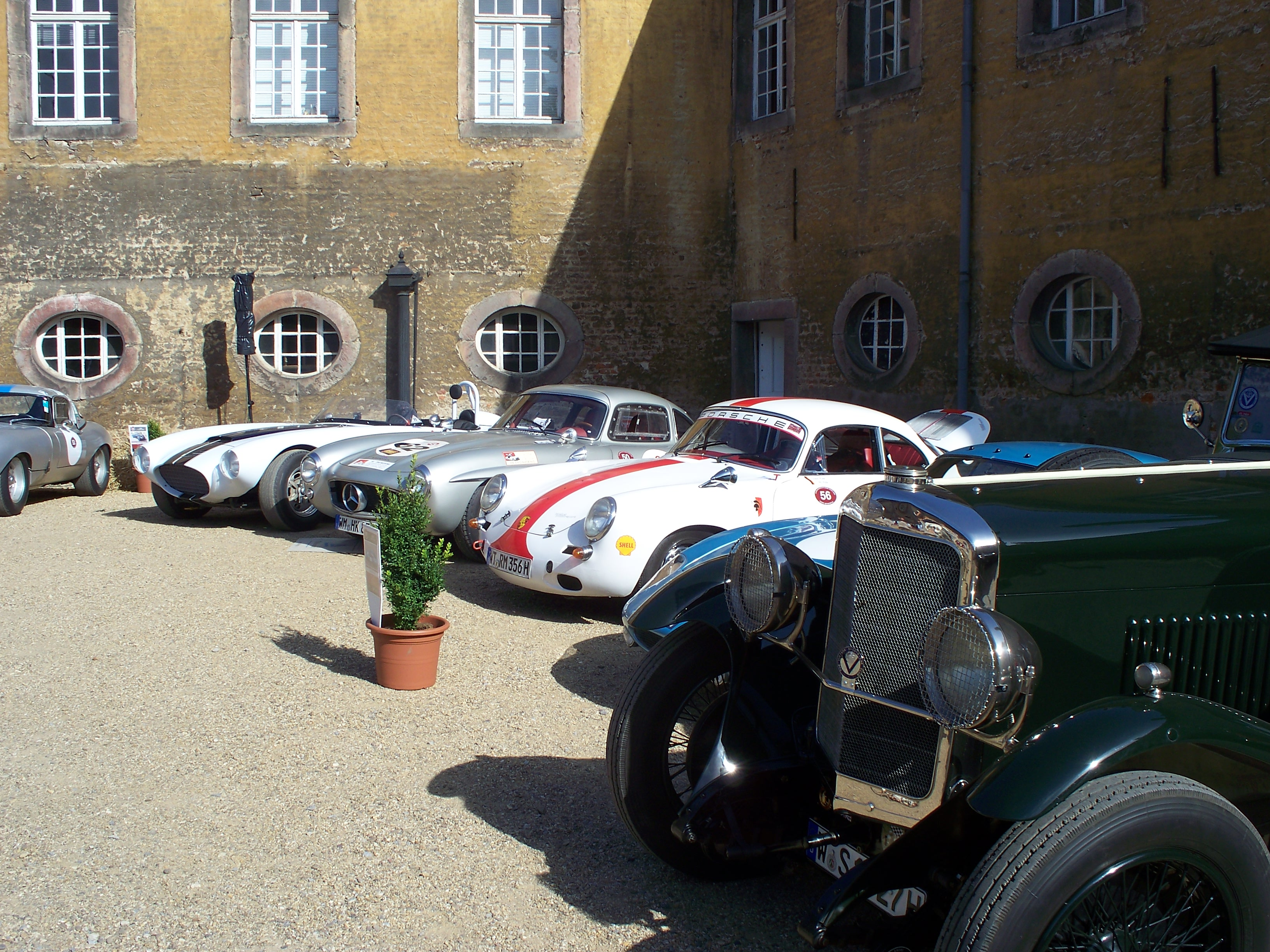
Fahrerlager im Innenhof
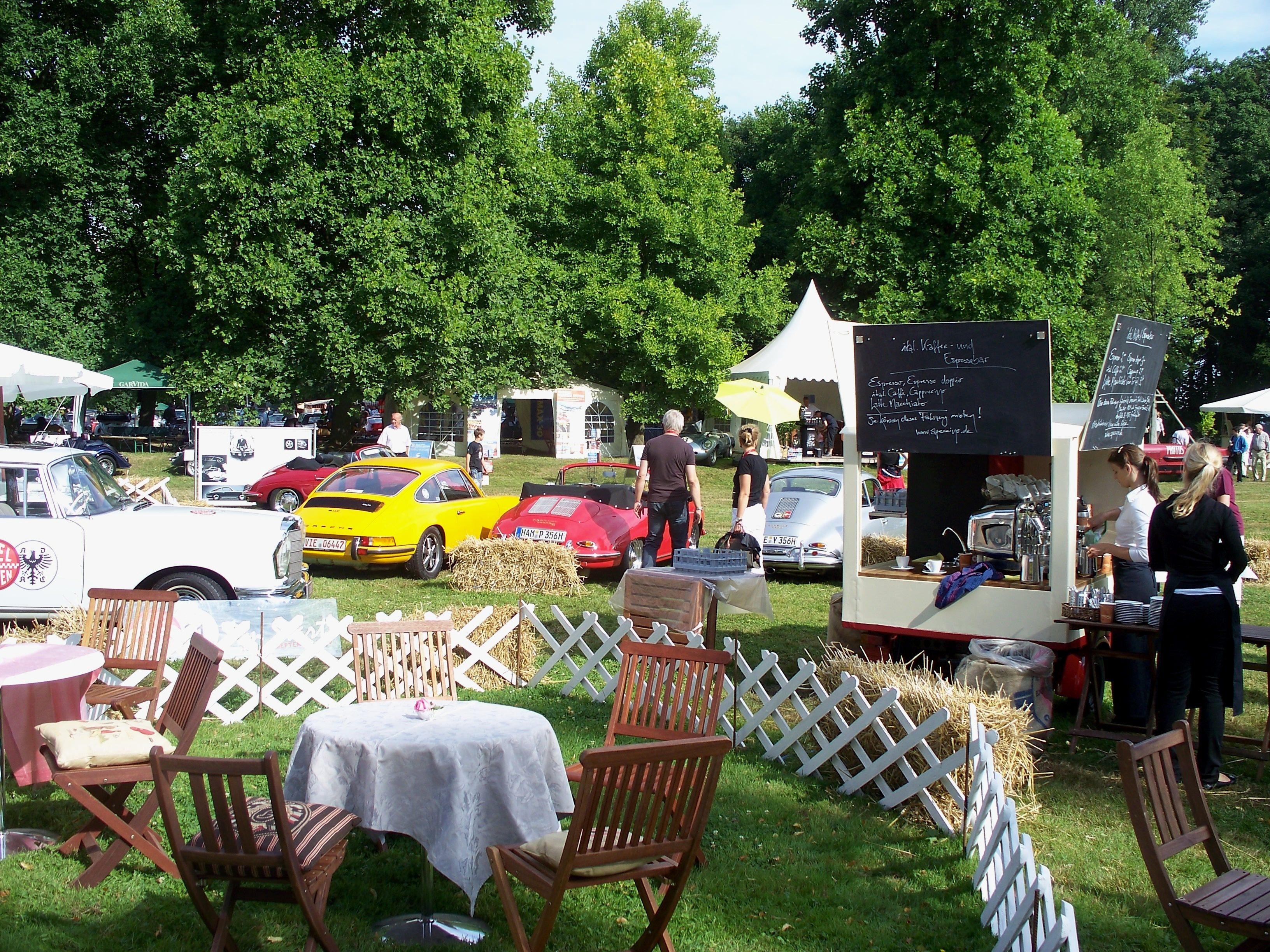
Oldtimer Clubstände
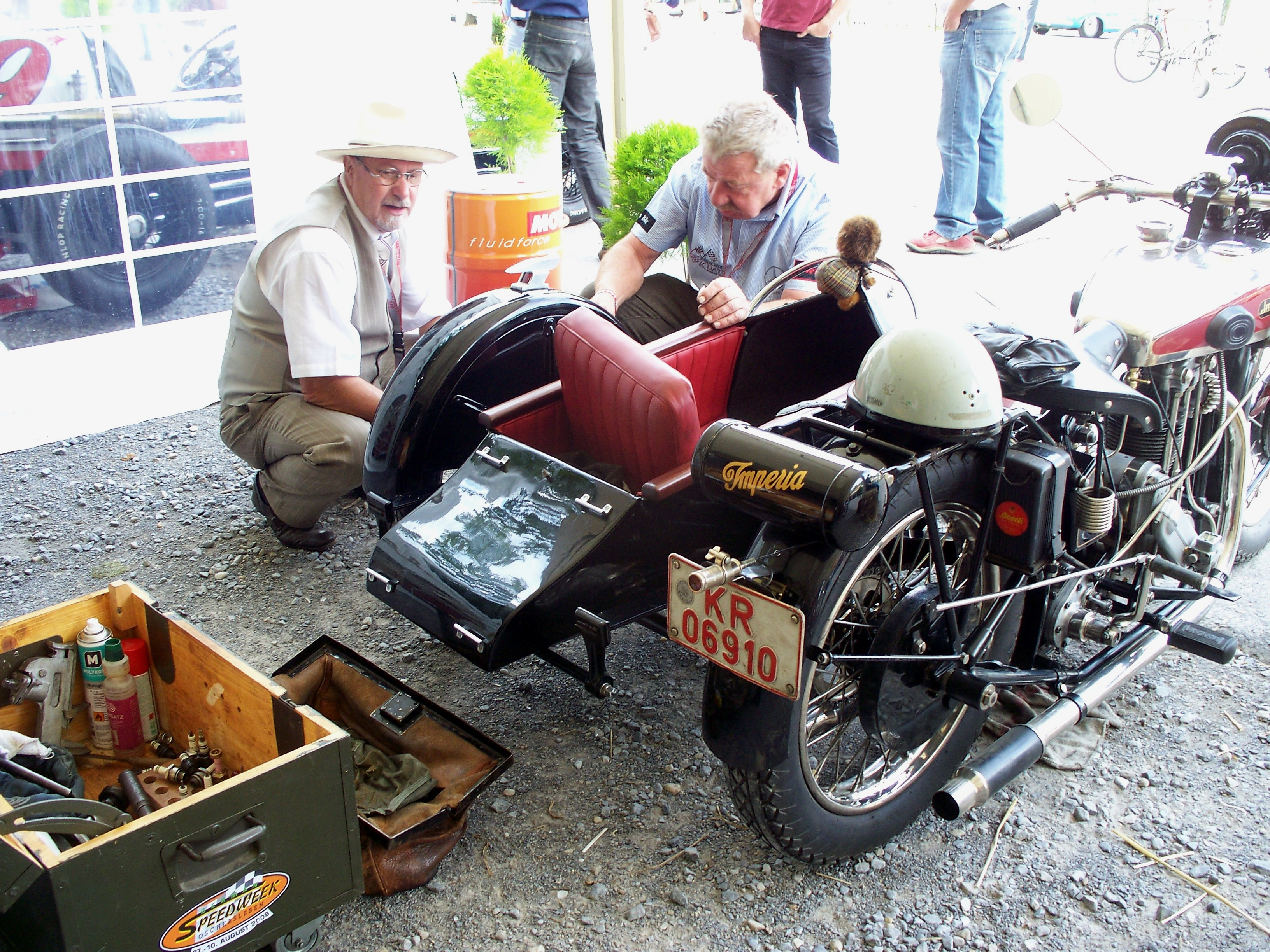
Historische Motorräder

2006  bis 2021 fanden auf dem Gelände die „Classic Days“ zugunsten der Stiftung Schloss Dyck statt. Die Veranstaltung wurde im Schlosspark und  umliegenden Flächen ausgerichtet und bestand aus mehreren Einzelveranstaltungen: Demonstrationsrunden auf einer Rundstrecke am Schloss und großes Oldtimertreffen für Besucher/Treffen, Picknick, Jazz und relaxte Gartenparty-Atmosphäre. Bekannte Rennfahrer waren in Schloss Dyck zu Gast und begegnen publikumsnah den Gästen und Teilnehmern. Besucher und Teilnehmer wurden angehalten in zeitgenössischer Kleidung zu erscheinen. Im fünften Jubiläums-Jahr 2010 besuchten 39.800 Zuschauer die Classic Days. 2022 zog die Veranstaltung nach fehlgeschlagenen Verhandlungen nach Düsseldorf um.